# Beaufort (rheinländisch-westfälisches Adelsgeschlecht)

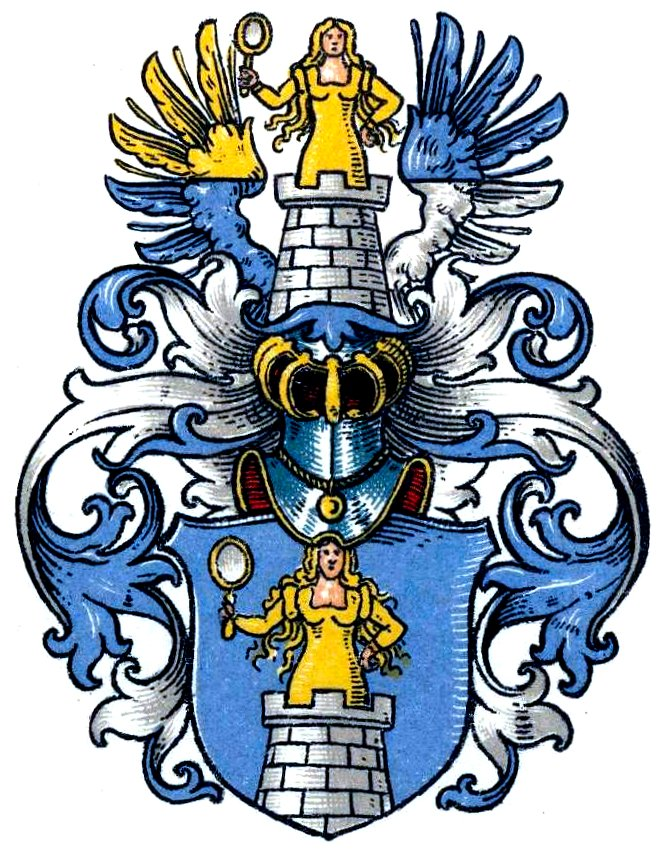
Wappen derer von Beaufort

Die Herren von Beaufort waren ein aus Frankreich stammendes, rheinländisch-westfälisches Adelsgeschlecht.

## Geschichte
Das Geschlecht stammt ursprünglich aus Roucy in der Champagne. 1684 flüchtete es wegen der Religion nach Holland. Ein Sohn der Familie, Alexander von Beaufort, ging nach Kurbrandenburg und trat 1702 in dortige Militärdienste ein. In der Folge dienten zahlreiche Familienmitglieder in preußischen Zivil- und Militärfunktionen.
Im Rheinland besaß das Geschlecht Haus Diesdonk bei Geldern (bis 1838), in der Grafschaft Ravensberg das Gut Heide im Kreis Herford (1777).
In den Niederlanden erhielt die Familie im Jahr 1710 eine Adelsanerkennung (= Adelsdiplom). 1822 erfolgte eine Erneuerung des Diploms. In die Adelsmatrikel der preußischen Rheinprovinz wurde das Geschlecht mit Franz Karl von Beaufort zu Diesdonk bei Geldern am 22. Juni 1829 unter Nr. 67 in die Klasse der Edelleute eingetragen.

## Wappen
In Blau auf einem silbernen, schwarz ausgefugten Zinnenturm eine golden gekleidete Jungfrau, die in der Rechten einen goldenen Spiegel hält. Auf dem Helm das Wappenbild zwischen einem golden über blau und einem blau über silber geteilten Flügel. Die Helmdecken in blau-silber.

Wappen der De Beaufort in den Niederlanden von 1868

## Persönlichkeiten
- Alexander von Beaufort (1683–1743), preußischer Generalmajor, Chef des Infanterieregiments „von Beaufort“ und Erbherr von Diesdonk bei Geldern.